# 龔原
龔原（1043年—1110年），字深之，一作深父，人稱括蒼先生，處州遂昌（今屬浙江）人，北宋官員。

## 生平
自幼師從王安石。仁宗嘉祐八年（1063年）進士。神宗熙宁四年（1071年），为国子直讲，積極參與王安石變法。元祐八年（1093年），出为两浙转运判官。元符元年（1098年），权工部侍郎兼侍讲，出知润州。徽宗時，入为祕书监、給事中，因哲宗喪服事遭貶，出知南康軍（今江西星子縣）。建中靖国元年（1101年），知杭州。崇宁元年（1102年），知扬州。

## 延伸阅读
[在维基数据编辑]
 《宋史/卷353》，出自脱脱《宋史》
 在维基共享资源阅览影像